# Reserve (Montana)
Reserve és una concentració de població designada pel cens dels Estats Units a l'estat de Montana. Segons el cens del 2000 tenia 37 habitants.

## Demografia
Segons el cens del 2000, Reserve tenia 37 habitants, 18 habitatges, i 10 famílies. La densitat de població era de 10,4 habitants per km².
Dels 18 habitatges en un 27,8% hi vivien nens de menys de 18 anys, en un 61,1% hi vivien parelles casades, en un 0% dones solteres, i en un 38,9% no eren unitats familiars. En el 33,3% dels habitatges hi vivien persones soles l'11,1% de les quals corresponia a persones de 65 anys o més que vivien soles. El nombre mitjà de persones vivint en cada habitatge era de 2,06 i el nombre mitjà de persones que vivien en cada família era de 2,64.
Per edats la població es repartia de la següent manera: un 18,9% tenia menys de 18 anys, un 2,7% entre 18 i 24, un 13,5% entre 25 i 44, un 35,1% de 45 a 60 i un 29,7% 65 anys o més.
L'edat mediana era de 50 anys. Per cada 100 dones de 18 o més anys hi havia 87,5 homes.
La renda mediana per habitatge era de 33.750 $ i la renda mediana per família de 30.000 $. Els homes tenien una renda mediana de 13.750 $ mentre que les dones 30.000 $. La renda per capita de la població era de 13.742 $. Aproximadament el 41,7% de les famílies i el 33,3% de la població estaven per davall del llindar de pobresa.

## Poblacions més properes
El següent diagrama mostra les poblacions més properes.